# Schmätzer
Die Schmätzer (Saxicolinae) sind eine Unterfamilie aus der Familie der Fliegenschnäpper (Muscicapidae) innerhalb der Sperlingsvögel (Passeriformes). Die Schmätzer wurden traditionell der Familie der Drosseln (Turdidae) zugerechnet. Molekulargenetische Befunde legen aber nahe, dass die Schmätzer näher mit den Fliegenschnäppern verwandt sind.
Die Schmätzer sind in der Alten Welt verbreitet und ernähren sich vorwiegend von Insekten. Die meisten Arten sind in den Tropen und Subtropen Afrikas und Südostasiens beheimatet. Die auch in Europa vorkommenden Gattungen werden informell als Erdsänger (Erithacinae) zusammengefasst. Dazu gehören Nachtigall und Verwandte (Luscinia), Rotschwänze (Phoenicurus), Blauschwänze (Tarsiger), Wiesen- und Steinschmätzer (Saxicola und Oenanthe). Teilweise werden auch alle Vertreter der Unterfamilie als Erdsänger bezeichnet.

## Beschreibung
Die Schmätzer sind eine wenig einheitliche Gruppe relativ kleiner Arten, die vielfach ein recht buntes Gefieder und schlanke Beine aufweisen. Der Gesang ist bei einigen Arten gut entwickelt, bei anderen dagegen wenig ausgeprägt. Der Schnabel ist entsprechend der insektivoren Ernährungsweise zierlich und schlank, bei manchen Arten sind Schnabelborsten entwickelt. Die Männchen mancher Arten – beispielsweise des Hausrotschwanzes – zeigen eine verzögerte Gefiederreifung (engl. delayed plumage maturation) und sehen im ersten Lebensjahr wie Weibchen aus, obwohl sie bereits geschlechtsreif sind.

## Systematik
Die Schmätzer wurden traditionell der Familie der Drosseln (Turdidae) zugerechnet und dort als Unterfamilie neben die Echten Drosseln gestellt. Sowohl die Befunde der DNA-Hybridisierung als auch jüngere Ergebnisse der Sequenzierung des mitochondrialen Cytochrome-b-Gens legen jedoch nahe, dass die Schmätzer näher mit den Fliegenschnäppern (Muscicapidae) als mit den Drosseln verwandt sind.
Die Untergliederung der Familie der Fliegenschnäpper in die Eigentlichen Fliegenschnäpper (Muscicapinae) und die Schmätzer (Saxicolinae) mutet derzeit etwas künstlich an, einige Gattungen scheinen Gattungen der jeweils anderen Unterfamilie näher zu stehen, möglicherweise bedarf die interne Systematik der Fliegenschnäpper einer grundlegenden Überarbeitung, wenn alle Verwandtschaftsbeziehungen geklärt sind.
Die folgende Darstellung der Gattungen folgt im Wesentlichen dem Handbook of the Birds of the World, ergänzt um die Ergebnisse jüngerer molekulargenetischer Untersuchungen. Diese stellen fest, dass einige bisher den Drosseln zugeordnete Gattungen (Monticola, Myophonus und Brachypteryx) den Schmätzern näher stehen und die asiatischen Gattungen Grandala and Cochoa, die zeitweise den Schmätzern zugerechnet wurden, den Drosseln doch näher stehen.

### Gattungen und Arten
Die Unterfamilie umfasst ca. 25 Gattungen und 170 Arten.
- Brachypteryx – 3 Arten
  - Rotbauch-Kurzflügel (Brachypteryx hyperythra)
  - Zwergkurzflügel (Brachypteryx leucophrys)
  - Bergkurzflügel (Brachypteryx montana)

- Calliope – 5 Arten

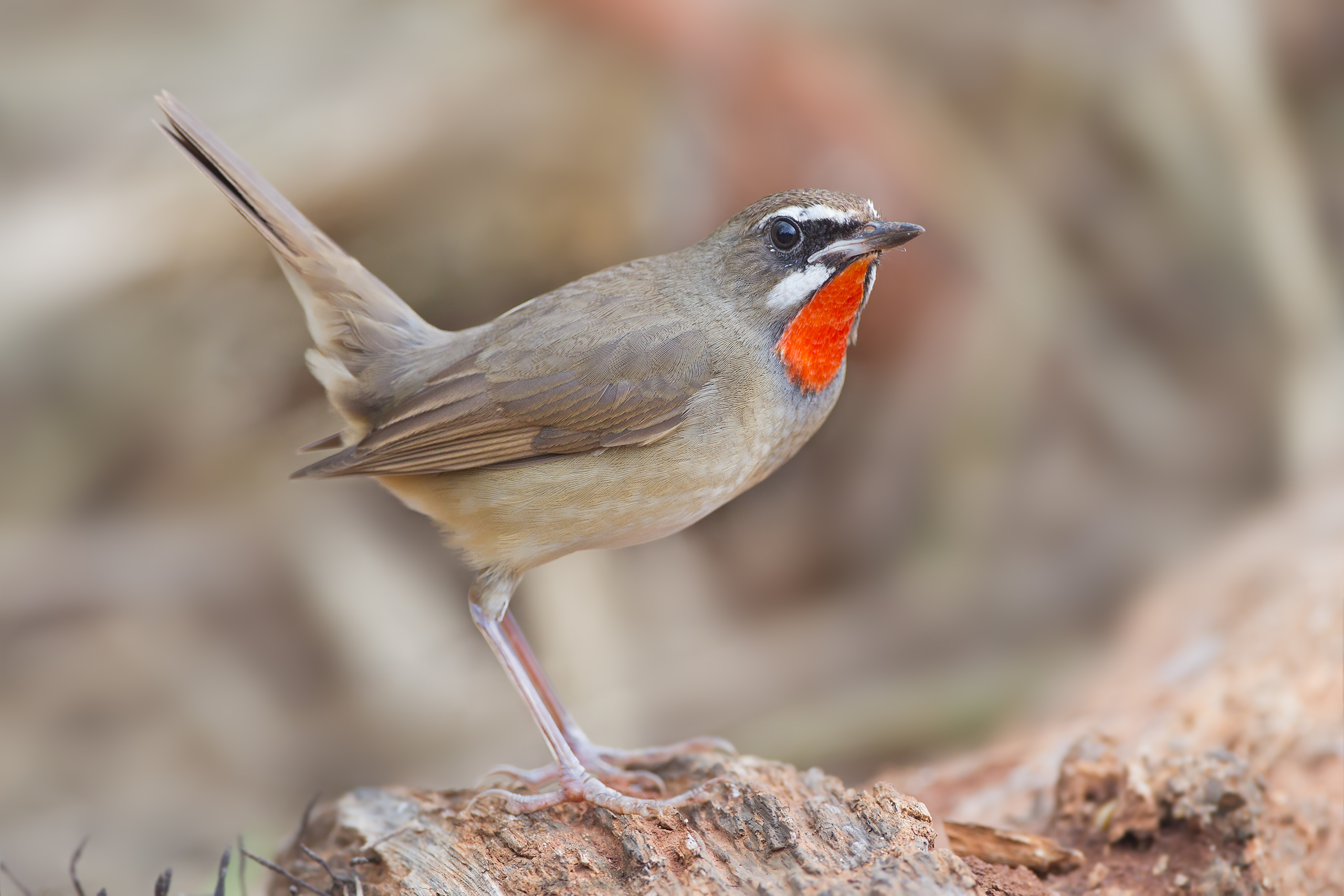
Rubinkehlchen (Calliope calliope)

  - Rubinkehlchen (Calliope calliope)
  - Bergrubinkehlchen (Calliope pectoralis)
  - Tibetrubinkehlchen (Calliope tschebaiewi)
  - Feuerkehlnachtigall (Calliope pectardens)
  - Schwarzkehlnachtigall (Calliope obscura)
- Campicoloides – 1 Art
  - Fahlschulterschmätzer (Campicoloides bifasciatus)
- Cinclidium – 1 Art
  - Blauschmätzer (Cinclidium frontale)
- Emarginata – 3 Arten
  - Bleichschmätzer (Emarginata schlegelii)
  - Sichelschwingenschmätzer (Emarginata sinuata)
  - Oranjeschmätzer (Emarginata tractrac)

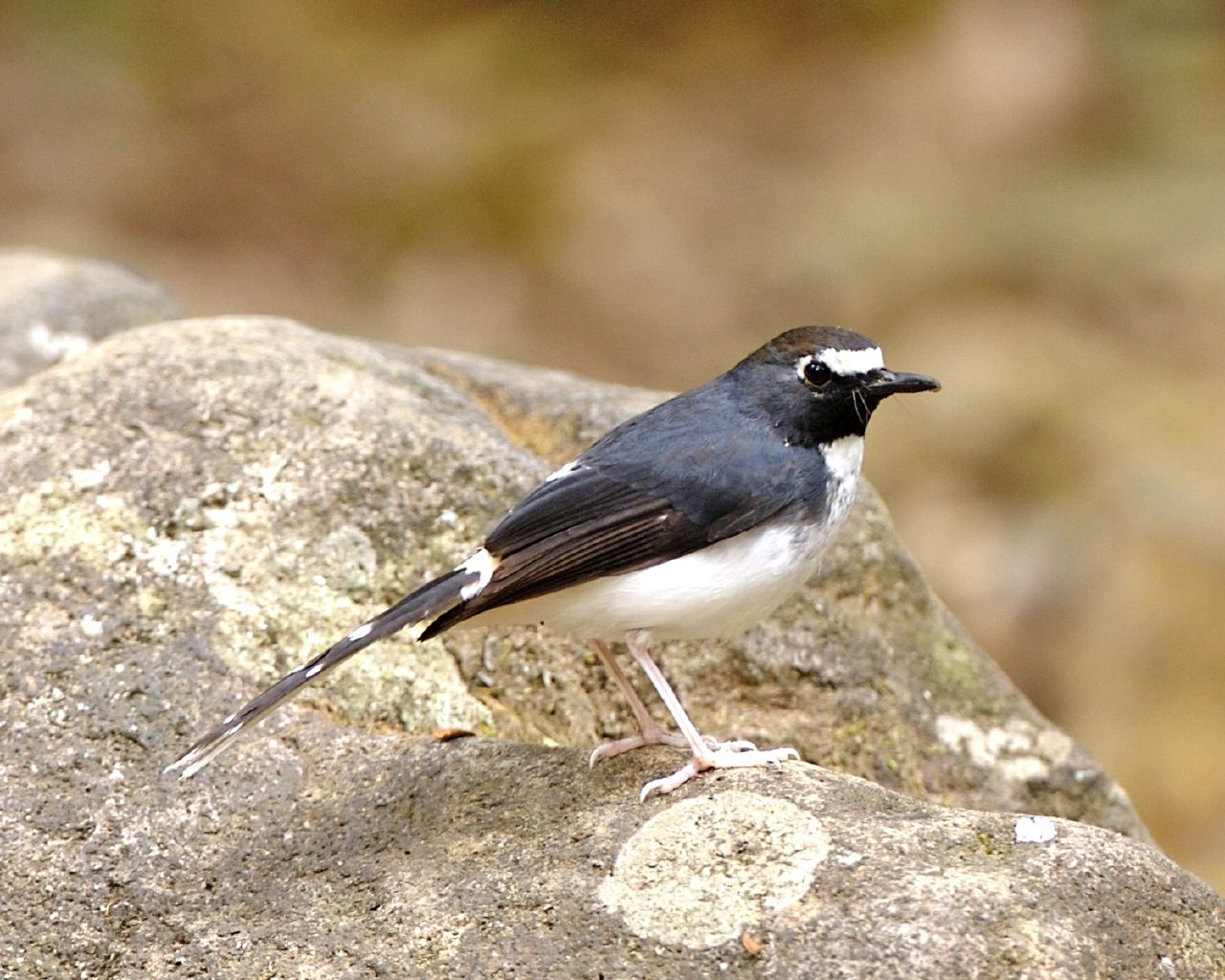
Weibchen des Zwergscherenschwanzes (Enicurus velatus)

- Scherenschwänze (Enicurus) – 8 Arten
  - Borneoscherenschwanz (Enicurus borneensis)
  - Schwarzrücken-Scherenschwanz (Enicurus immaculatus)
  - Weißscheitel-Scherenschwanz (Enicurus leschenaulti)
  - Fleckenscherenschwanz (Enicurus maculatus)
  - Rotkopf-Scherenschwanz (Enicurus ruficapillus)
  - Graurücken-Scherenschwanz (Enicurus schistaceus)
  - Stummelscherenschwanz (Enicurus scouleri)
  - Zwergscherenschwanz (Enicurus velatus)

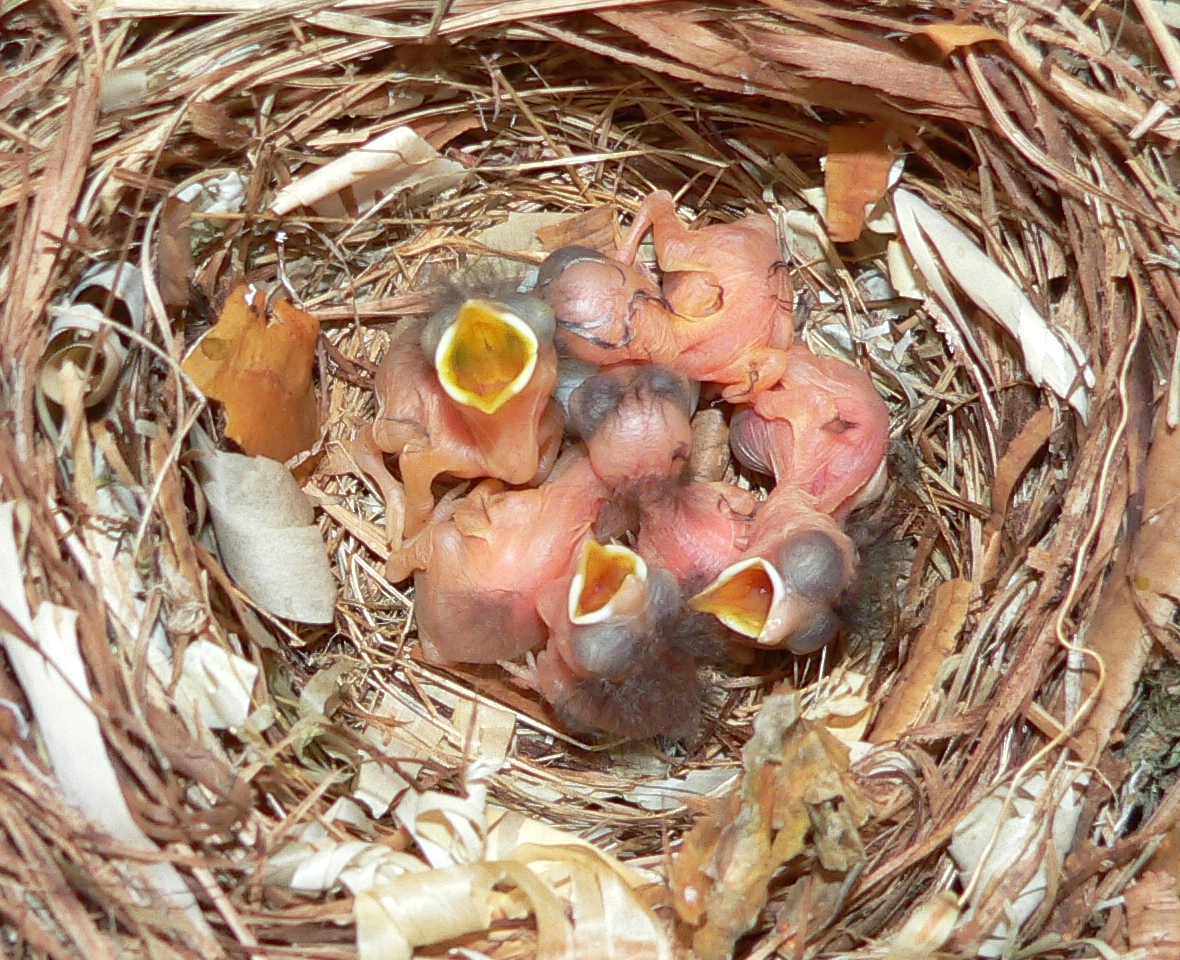
Nest mit Jungvögeln des Trauerschnäppers (Ficedula hypoleuca)

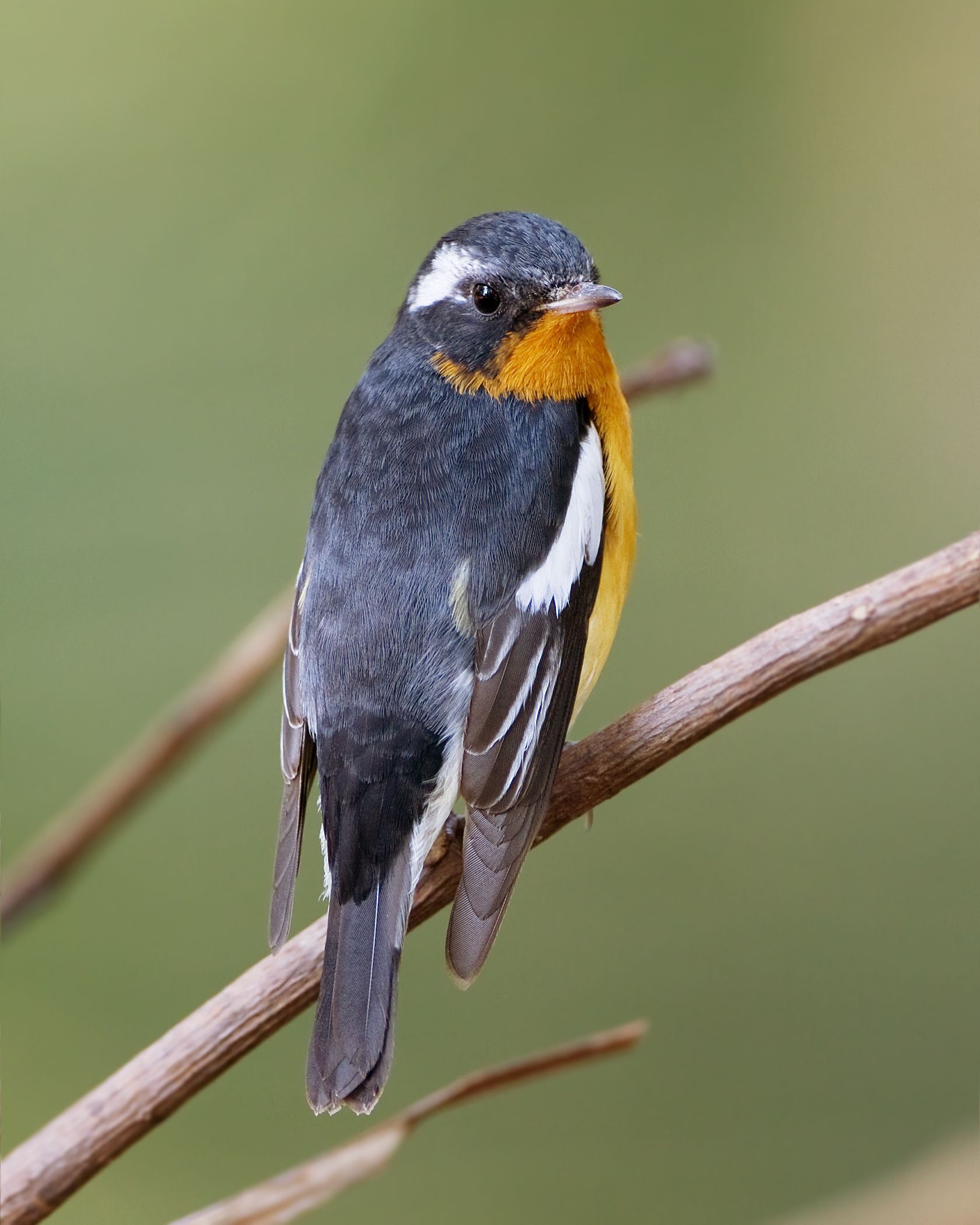
Mugimakischnäpper (Ficedula mugimaki)

- Höhlenschnäpper (Ficedula) – 31 Arten
  - Taigazwergschnäpper (Ficedula albicilla)
  - Halsbandschnäpper (Ficedula albicollis)
  - Schiefergrundschnäpper (Ficedula basilanica)
  - Bonthain-Grundschnäpper (Ficedula bonthaina)
  - Molukkengrundschnäpper (Ficedula buruensis)
  - Philippinengrundschnäpper (Ficedula crypta)
  - Luzongrundschnäpper (Ficedula disposita)
  - Spiegelschnäpper (Ficedula dumetoria)
  - Narzissenschnäpper-elisae (Ficedula elisae)
  - Sumbagrundschnäpper (Ficedula harterti)
  - Flecken-Grundschnäpper (Ficedula henrici)
  - Fichtenschnäpper (Ficedula hodgsonii)
  - Rotbrust-Grundschnäpper (Ficedula hyperythra)
  - Trauerschnäpper (Ficedula hypoleuca)
  - Mugimakischnäpper (Ficedula mugimaki)
  - Narzissenschnäpper (Ficedula narcissina)
  - Ficedula nigrorufa
  - Zwergschnäpper (Ficedula parva)
  - Palawangrundschnäpper (Ficedula platenae)
  - Ficedula riedeli
  - Celebesgrundschnäpper (Ficedula rufigula)
  - Ficedula sapphira
  - Halbringschnäpper (Ficedula semitorquata)
  - Atlasschnäpper (Ficedula speculigera)
  - Zimtkehlschnäpper (Ficedula strophiata)
  - Kaschmirschnäpper (Ficedula subrubra)
  - Brauenschnäpper (Ficedula superciliaris)
  - Brustband-Grundschnäpper (Ficedula timorensis)
  - Dreifarbenschnäpper (Ficedula tricolor)
  - Elsterschnäpper (Ficedula westermanni)
  - Goldschnäpper (Ficedula zanthopygia)
- Heinrichia – 1 Art
  - Celebeskurzflügel (Heinrichia calligyna)
- Heteroxenicus – 1 Art
  - Braunrücken-Kurzflügel (Heteroxenicus stellatus)
- Irania – 1 Art
  - Weißkehlsänger (Irania gutturalis)

- Larvivora – 6 Arten

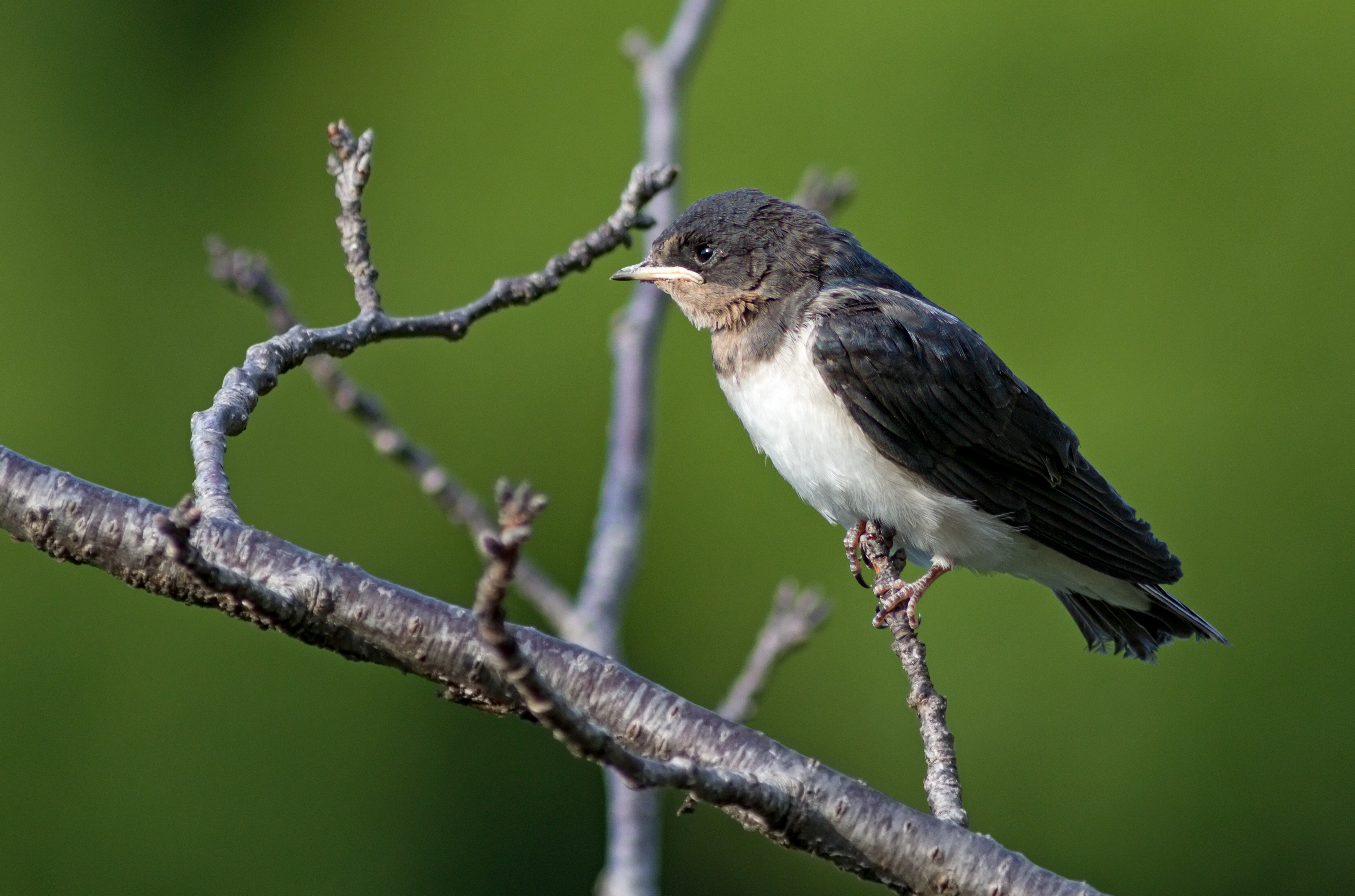
Blaunachtigall (Larvivora cyane)

  - Rostkehlnachtigall (Larvivora akahige)
  - Orangenachtigall (Larvivora brunnea)
  - Blaunachtigall (Larvivora cyane)
  - Samtkehlnachtigall (Larvivora komadori)
  - Rotkopfnachtigall (Larvivora ruficeps)
  - Schwirrnachtigall (Larvivora sibilans)
- Leonardina – 1 Art
  - Mindanaoinseldrossling (Leonardina woodi)

- Luscinia – 4 Arten
  - Sprosser (Luscinia luscinia)

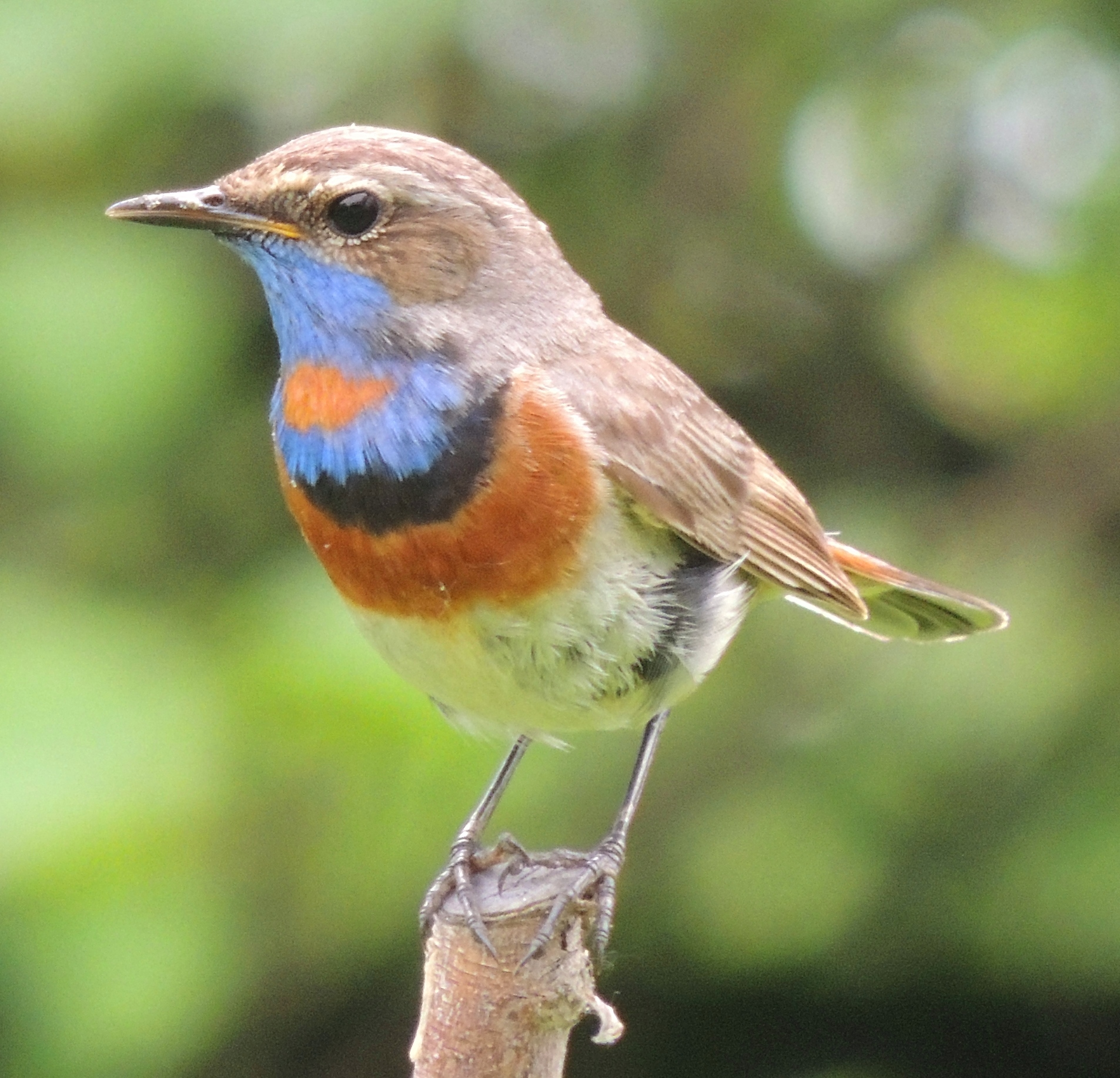
Blaukehlchen (Luscinia svecica)

  - Nachtigall (Luscinia megarhynchos)
  - Weißbauch-Rostschwanz (Luscinia phaenicuroides)
  - Blaukehlchen (Luscinia svecica)

- Steinrötel (Monticola) – 13 Arten

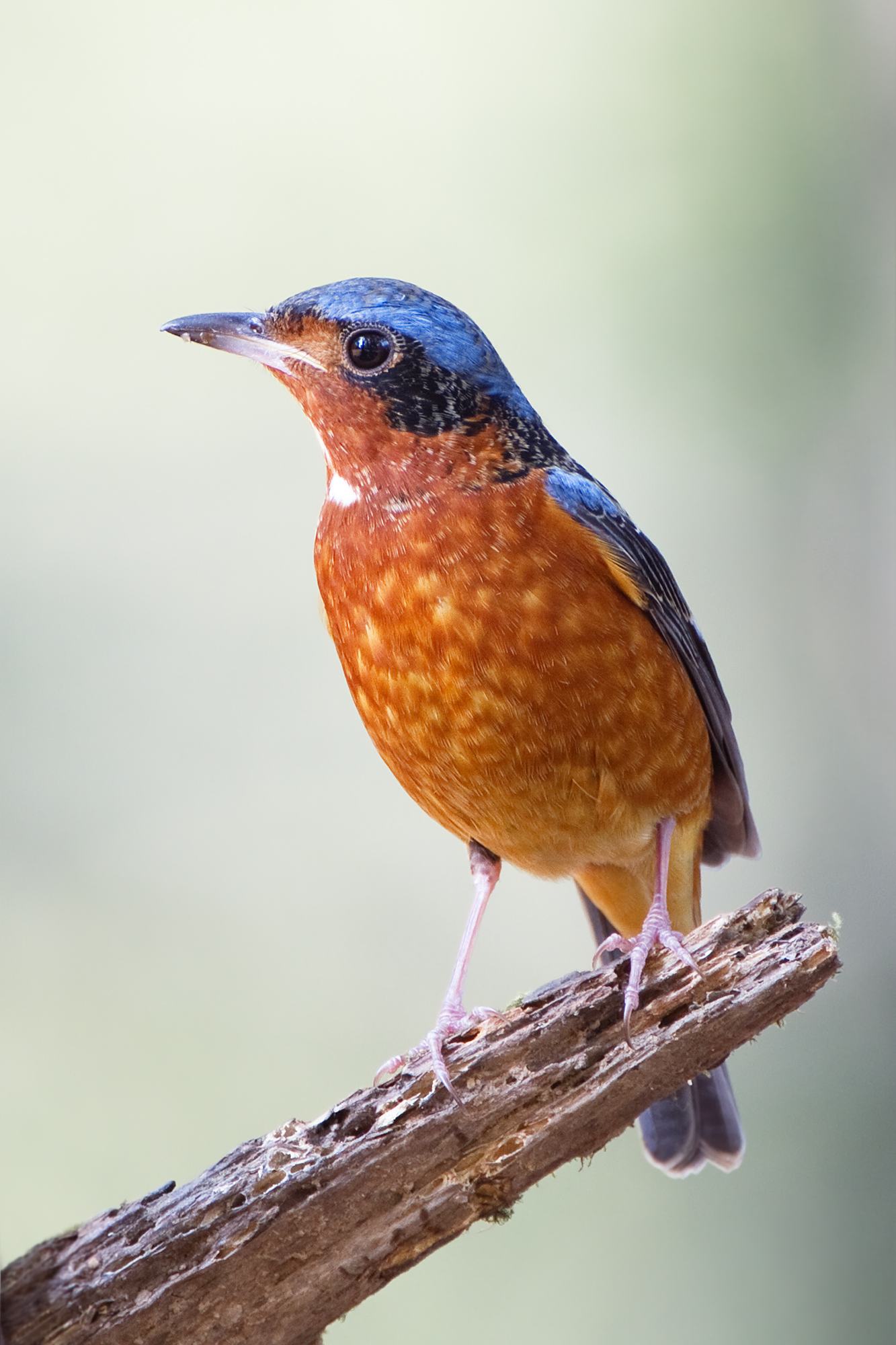
Männchen des Amurrötels (Monticola gularis) im Schlichtkleid

  - Miomborötel (Monticola angolensis)
  - Kurzzehenrötel (Monticola brevipes)
  - Bergrötel (Monticola cinclorhynchus)
  - Langzehenrötel (Monticola explorator)
  - Amurrötel (Monticola gularis)
  - Dünenrötel (Monticola imerina)
  - Rötelmerle (Monticola rufiventris)
  - Schluchtenrötel (Monticola rufocinereus)
  - Klippenrötel (Monticola rupestris)
  - Steinrötel (Monticola saxatilis)
  - Laubrötel (Monticola sharpei)
    - Ambrerötel (Monticola sharpei erythronotus)

  - Blaumerle (Monticola solitarius)
- Muscicapella – 1 Art
  - Goldhähnchen-Blauschnäpper (Muscicapella hodgsoni)
- Myiomela – 2 Arten
  - Diademschmätzer (Myiomela diana)
  - Schattenschmätzer (Myiomela leucura)
- Pfeifdrosseln (Myophonus) – 9 Arten
  - Ceylonpfeifdrossel (Myophonus blighi)
  - Borneopfeifdrossel (Myophonus borneensis)
  - Purpurpfeifdrossel (Myophonus caeruleus)
  - Sumatrapfeifdrossel (Myophonus castaneus)
  - Javapfeifdrossel (Myophonus glaucinus)
  - Malabarpfeifdrossel (Myophonus horsfieldii)
  - Taiwanpfeifdrossel (Myophonus insularis)
  - Glanzpfeifdrossel (Myophonus melanurus)
  - Malaienpfeifdrossel (Myophonus robinsoni)

- Myrmecocichla – 8 Arten

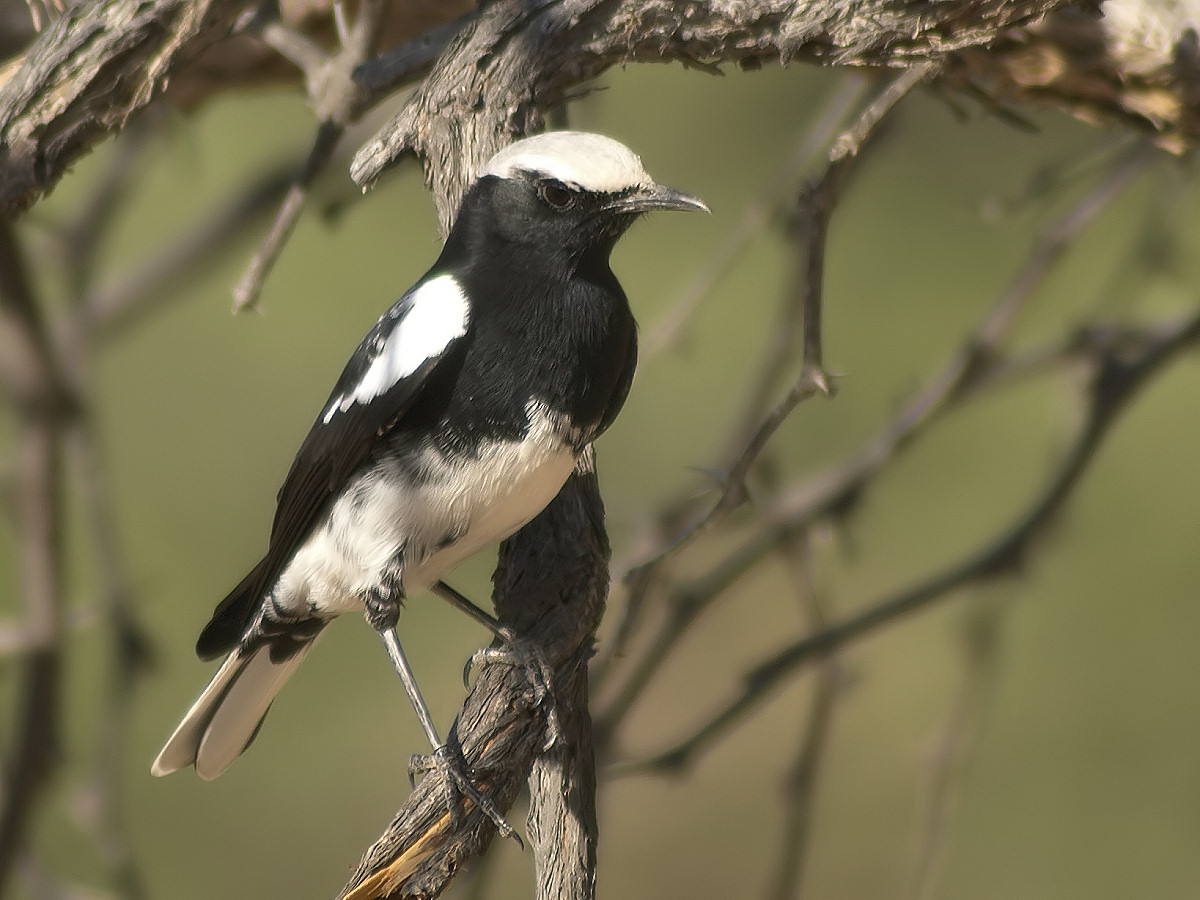
Bergsteinschmätzer (Myrmecocichla monticola)

  - Rußschmätzer (Myrmecocichla aethiops)
  - Weißstirnschmätzer (Myrmecocichla albifrons)
  - Arnotschmätzer (Myrmecocichla arnotti)
  - Termitenschmätzer (Myrmecocichla formicivora)
  - Einfarbschmätzer (Myrmecocichla melaena)
  - Bergsteinschmätzer (Myrmecocichla monticola)
  - Hadesschmätzer (Myrmecocichla nigra)
  - Kongoschmätzer (Myrmecocichla tholloni)

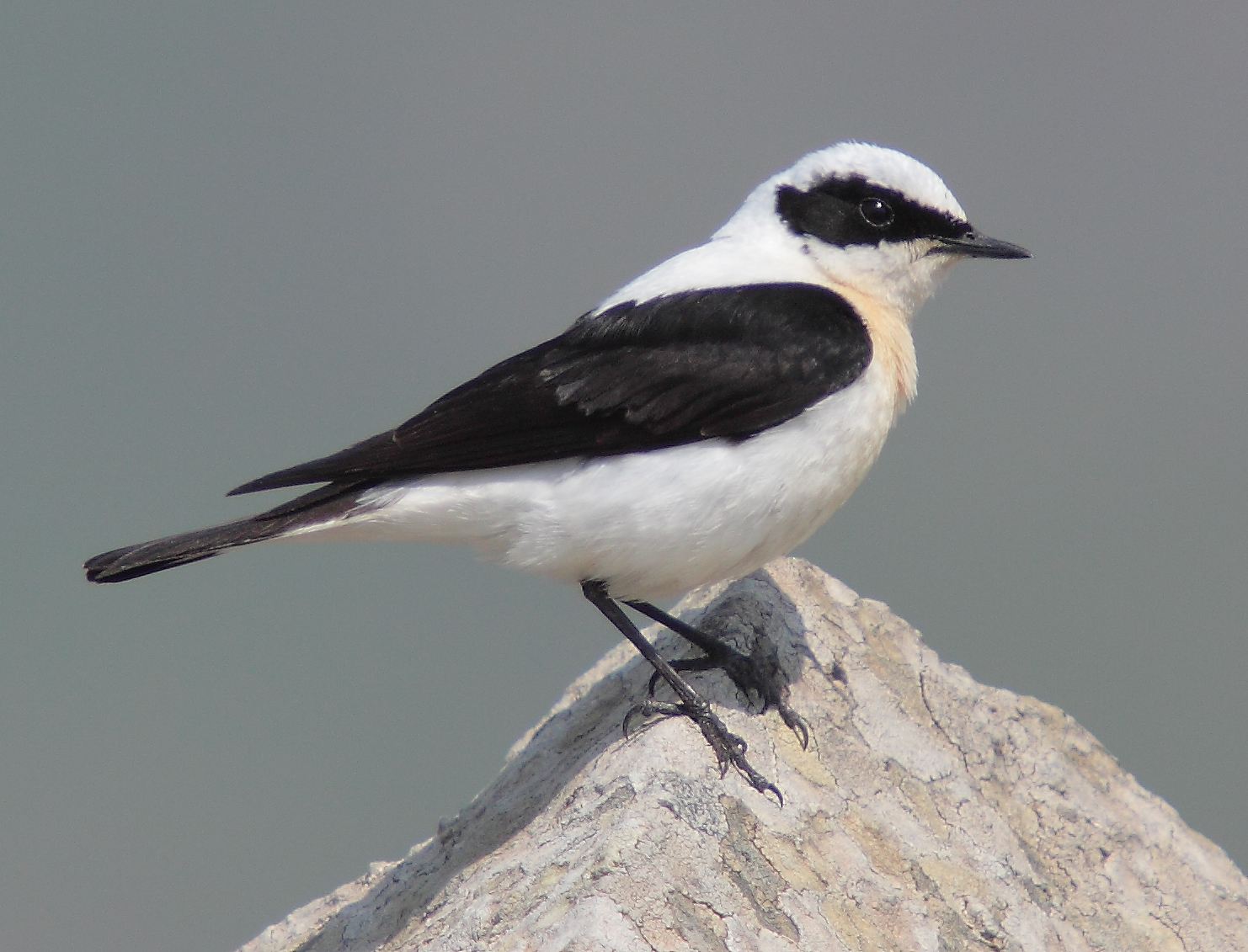
Mittelmeer-Steinschmätzer (Oenanthe hispanica)

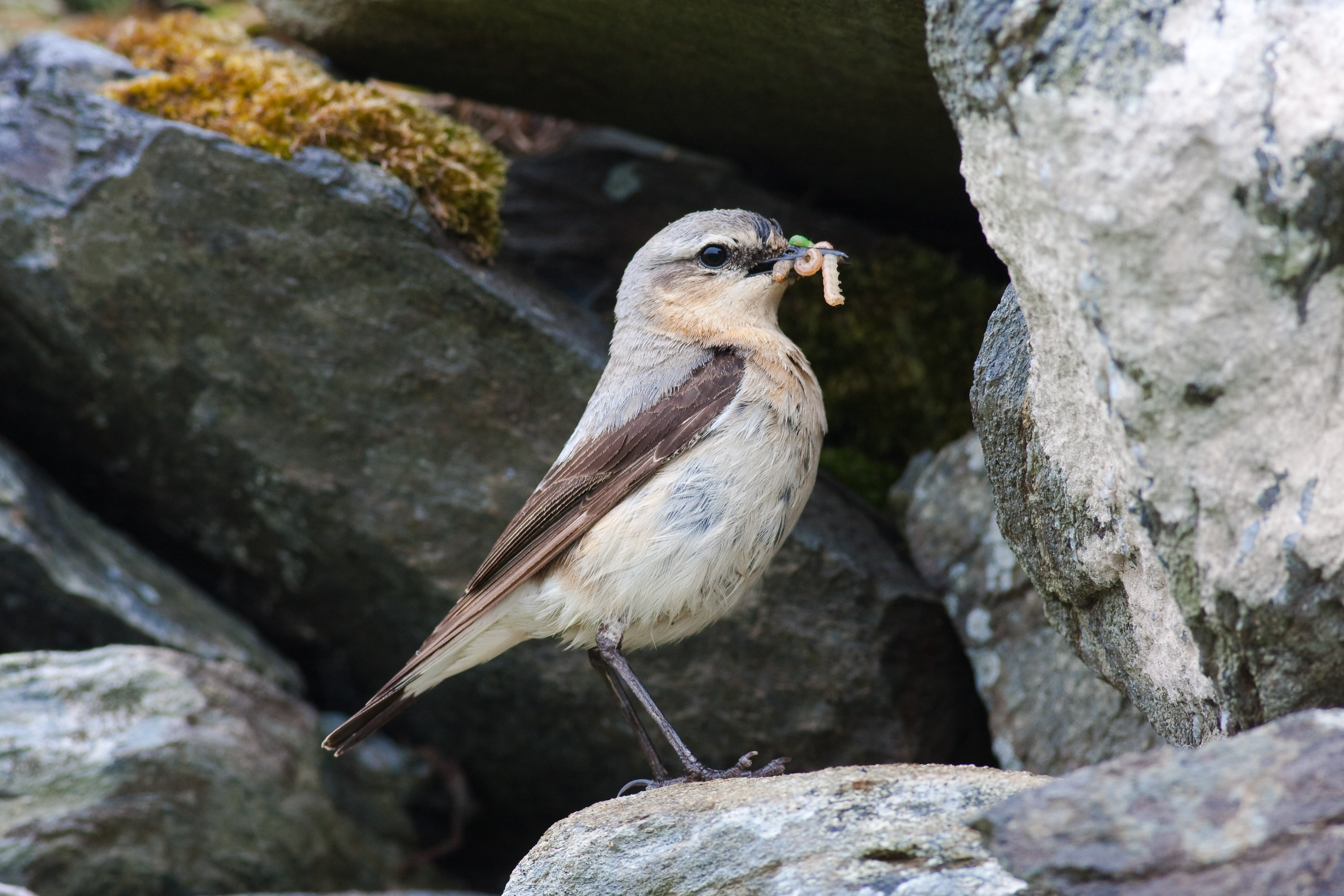
Steinschmätzer (Oenanthe oenanthe)

- Steinschmätzer (Oenanthe) – 32 Arten[5]
  - Steinschmätzer (Oenanthe oenanthe)
  - Atlassteinschmätzer (Oenanthe seebohmi)
  - Erdsteinschmätzer (Oenanthe pileata)
  - Ockerbrust-Steinschmätzer (Oenanthe bottae)
  - Heuglinsteinschmätzer (Oenanthe heuglini)
  - Isabellsteinschmätzer (Oenanthe isabellina)
  - Kappensteinschmätzer (Oenanthe monacha)
  - Wüstensteinschmätzer (Oenanthe deserti)
  - Maurensteinschmätzer (Oenanthe hispanica)
  - Balkansteinschmätzer (Oenanthe melanoleuca)
  - Zypernsteinschmätzer (Oenanthe cypriaca)
  - Nonnensteinschmätzer (Oenanthe pleschanka)
  - Weißstirn-Steinschmätzer (Oenanthe albifrons)
  - Somalisteinschmätzer (Oenanthe phillipsi)
  - Fahlbürzel-Steinschmätzer (Oenanthe moesta)
  - Schwarzschwanz-Steinschmätzer (Oenanthe melanura)
  - Rostschwanz-Steinschmätzer (Oenanthe familiaris)
  - Braunschwanz-Steinschmätzer (Oenanthe scotocerca)
  - Dunkelsteinschmätzer (Oenanthe dubia)
  - Braunsteinschmätzer (Oenanthe fusca)
  - Elstersteinschmätzer (Oenanthe picata)
  - Trauersteinschmätzer (Oenanthe leucura)
  - Abessiniensteinschmätzer (Oenanthe lugubris)
  - Saharasteinschmätzer (Oenanthe leucopyga)
  - Schwarzkopf-Steinschmätzer (Oenanthe alboniger)
  - Felsensteinschmätzer (Oenanthe finschii)
  - Maghrebsteinschmätzer (Oenanthe halophila)
  - Schwarzrücken-Steinschmätzer (Oenanthe lugens)
  - Basaltsteinschmätzer (Oenanthe warriae)
  - Arabiensteinschmätzer (Oenanthe lugentoides)
  - Rostbürzel-Steinschmätzer (Oenanthe xanthoprymna)
  - Kaukasussteinschmätzer (Oenanthe chrysopygia)

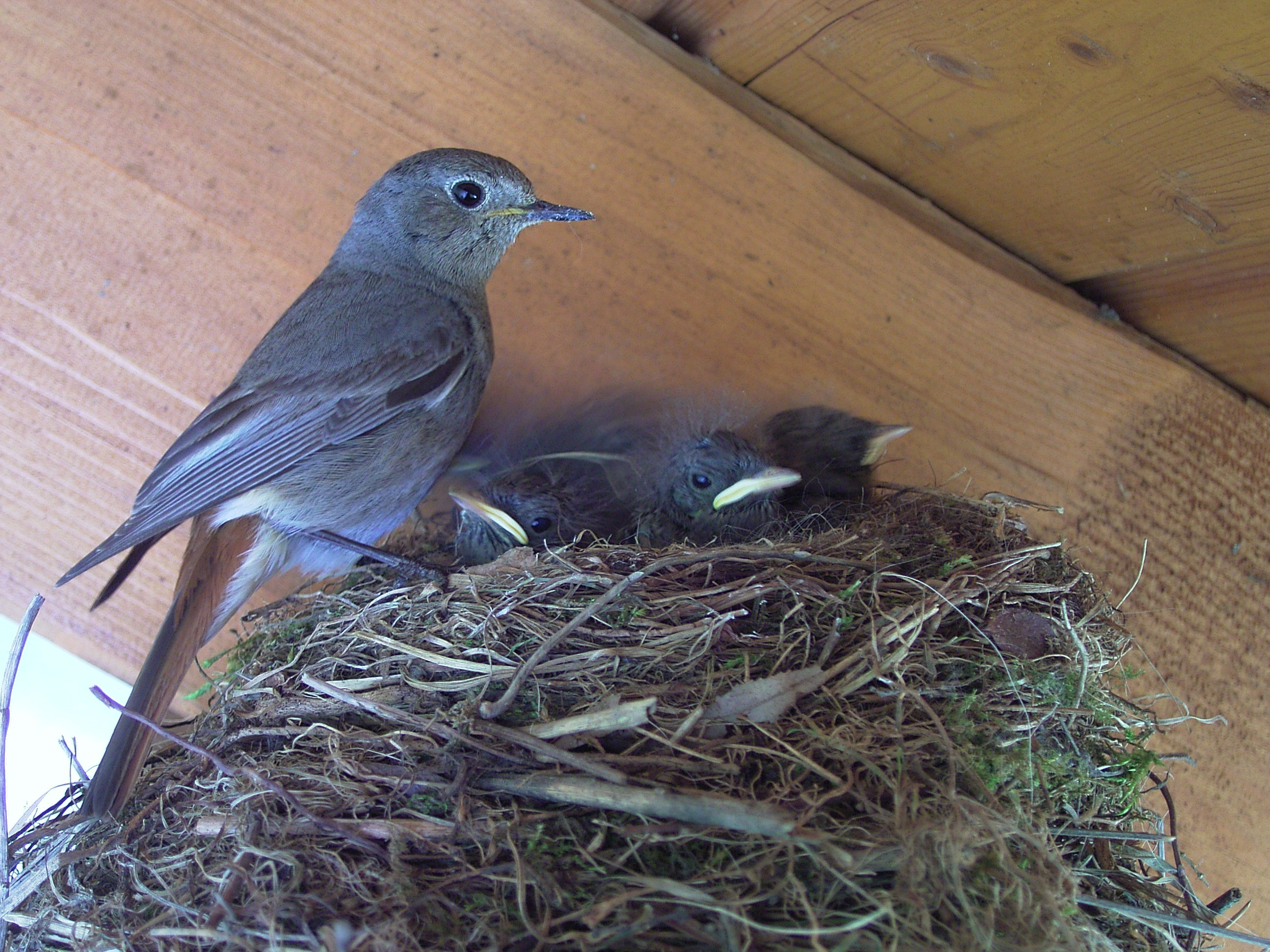
Hausrotschwanz (Phoenicurus ochruros) beim Füttern der Jungvögel

- Rotschwänze (Phoenicurus) – 12 Arten
  - Alaschan-Rotschwanz (Phoenicurus alaschanicus)
  - Spiegelrotschwanz (Phoenicurus auroreus)
  - Luzonrötel (Phoenicurus bicolor)
  - Blaukopf-Rotschwanz (Phoenicurus caeruleocephala)
  - Riesenrotschwanz (Phoenicurus erythrogastrus)
  - Sprosserrotschwanz (Phoenicurus erythronotus)
  - Himalayarotschwanz (Phoenicurus frontalis)
  - Wasserrötel (Phoenicurus fuliginosa)
  - Feldrotschwanz (Phoenicurus hodgsoni)
  - Weißscheitel-Rotschwanz (Phoenicurus leucocephalus)
  - Diademrotschwanz (Phoenicurus moussieri)
  - Hausrotschwanz (Phoenicurus ochruros)
  - Gartenrotschwanz (Phoenicurus phoenicurus)
  - Baumrotschwanz (Phoenicurus schisticeps)
- Pinarochroa – 1 Art
  - Almenschmätzer (Pinarochroa sordida)
- Pinarornis – 1 Art
  - Steinspringer (Pinarornis plumosus)

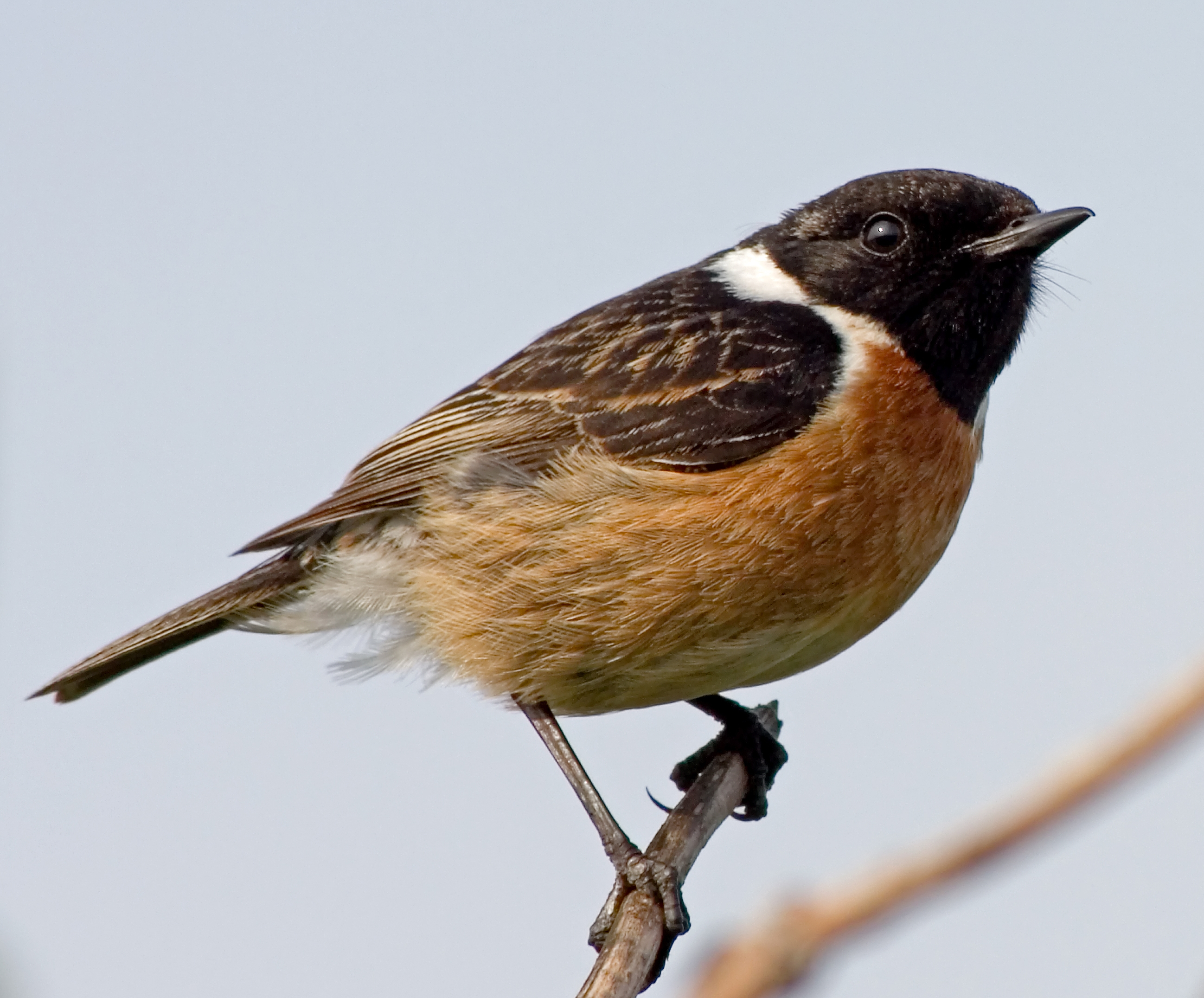
Europäisches Schwarzkehlchen (Saxicola rubicola)

- Wiesenschmätzer (Saxicola) – 15 Arten
  - Mohrenschwarzkehlchen (Saxicola caprata)
  - Kanarenschmätzer (Saxicola dacotiae)
  - Grauschmätzer (Saxicola ferreus)
  - Timorschmätzer (Saxicola gutturalis)
  - Mattenschmätzer (Saxicola insignis)
  - Jerdon-Schmätzer (Saxicola jerdoni)
  - Weißschwanz-Schwarzkehlchen (Saxicola leucurus)
  - Wüstenbraunkehlchen (Saxicola macrorhynchus)
  - Pallasschwarzkehlchen (Saxicola maurus)
  - Braunkehlchen (Saxicola rubetra)
  - Schwarzkehlchen (Saxicola rubicola)
  - Madagaskar-Schwarzkehlchen (Saxicola sibilla)
  - Stejnegers Schwarzkehlchen (Saxicola stejnegeri)
  - Réunionschwarzkehlchen (Saxicola tectes)
  - Afrikanisches Schwarzkehlchen (Saxicola torquatus)
- Sholicola – 2 Arten
  - Weißbauchschmätzer (Sholicola albiventris)
  - Nilgirischmätzer (Sholicola major)

- Tarsiger – 6 Arten
  - Goldschwanz (Tarsiger chrysaeus)
  - Blauschwanz (Tarsiger cyanurus)

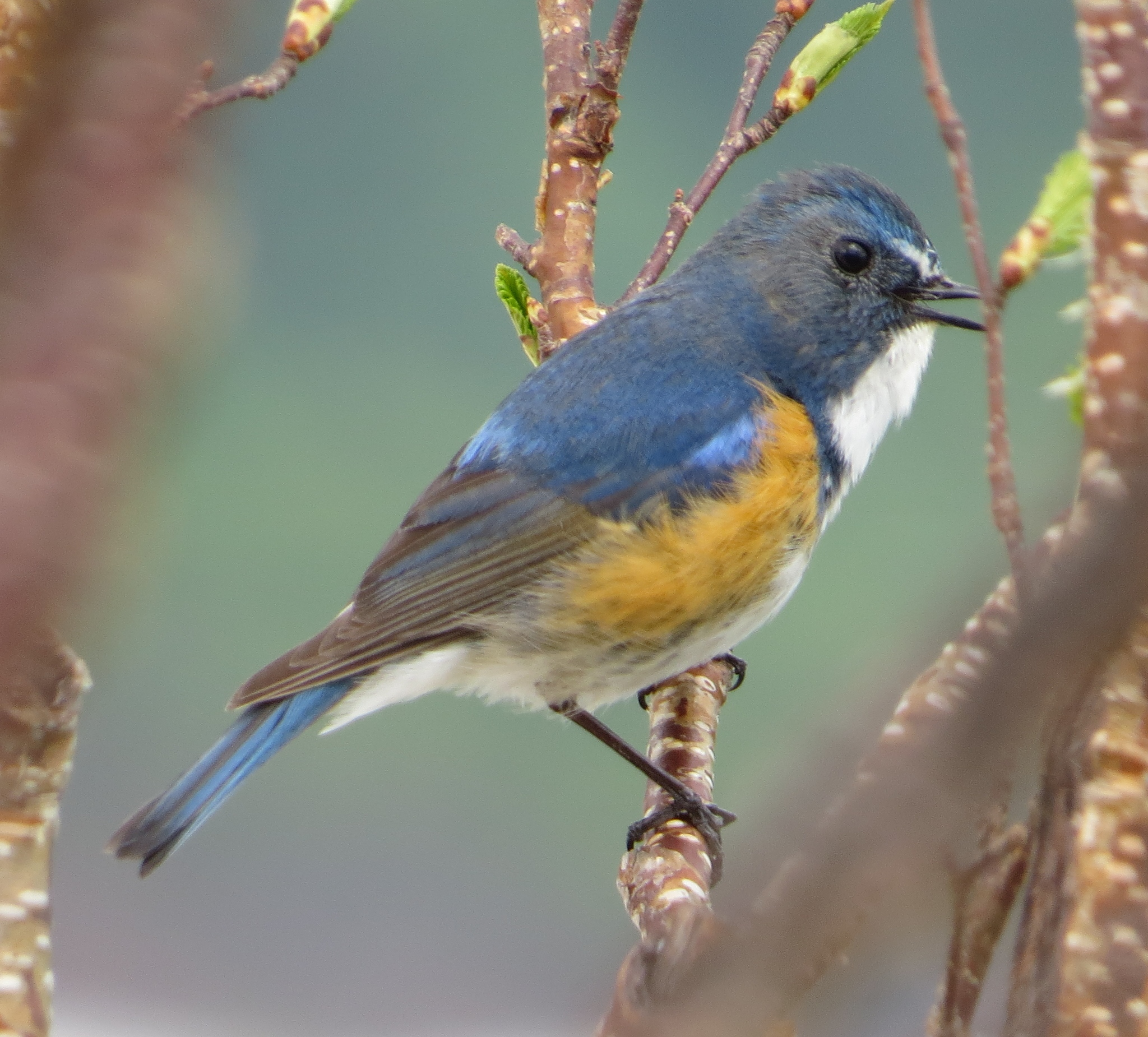
Blauschwanz (Tarsiger cyanurus)

  - Rostbrust-Blauschwanz (Tarsiger hyperythrus)
  - Weißbrauen-Blauschwanz (Tarsiger indicus)
  - Taiwanblauschwanz (Tarsiger johnstoniae)
  - Himalajablauschwanz (Tarsiger rufilatus)
- Thamnolaea – 2 Arten
  - Rotbauchschmätzer (Thamnolaea cinnamomeiventris)
  - Weißkronenschmätzer (Thamnolaea coronata)
- Vauriella – 4 Arten
  - Negrosdschungelschnäpper (Vauriella albigularis)
  - Graurücken-Dschungelschnäpper (Vauriella goodfellowi)
  - Weißbrauen-Dschungelschnäpper (Vauriella gularis)
  - Rotflanken-Dschungelschnäpper (Vauriella insignis)